# Émile Félix Fleury
Émile Félix Fleury, francoski general, * 23. december 1815, † 11. december 1884.

## Življenjepis
Leta 1837 se je pridružil Spahiskemu korpusu v Alžiriji in bil leta 1844 povišan v stotnika. Julija 1848 je bil kot štabni častnik poslan v Francijo. Decembra istega leta je postal ordonanc predsednika Ludvika Napoleona. 
Leta 1851 se je pridružil ekspedicije proti Kabili in leta 1861 je postal adjutant cesarja. Naslednje leto je bil imenovan za generalnega direktorja cesarskega gospodinjstva, leta 1865 za senatorja Francije in naslednje leto je dobil naziv Velikega mojstra hlevov. Leta 1866 je postal diplomat pri dvoru italijanskega kralja Viktorja Emanuela III., nato pa je bil leta 1869 poslal še v Rusijo; tu je tudi ostal med francosko-prusko vojno. Po koncu vojne se je vrnil v Francijo, kjer je 11. decembra 1884 umrl v Parizu. 